# Георгій Попов (болгарський футболіст)
Георгій Попов (болг. Георги Попов, 14 липня 1944, Пловдив — 9 березня 2024) — болгарський футболіст, що грав на позиції нападника. Заслужений майстер спорту Болгарії (1965).

## Клубна кар'єра
У дорослому футболі дебютував 1961 року виступами за команду «Ботев» (Пловдив), кольори якої і захищав протягом усієї своєї кар'єри гравця, що тривала цілих п'ятнадцять років. З командою Георгій ставав чемпіоном Болгарії в 1967 році, володарем Кубка Радянської армії в 1962 році, віце-чемпіоном Болгарії в 1963 році та володарем Балканського кубка в 1972 році. Загалом за кар'єру Попов провів 308 матчів в чемпіонаті, в яких забив 83 голи. У Кубку Болгарії він провів 50 матчів і забив 15 голів. В європейських турнірах за «Ботев» Георгій зіграв 12 матчів та забив 3 голи (2 матчі з 1 голом у Кубку європейських чемпіонів, 6 матчів та 2 голи у Кубку володарів кубків та 4 матчі у Кубку УЄФА). Згодом з листопада 1996 по вересень 1997 року був головним тренером «Ботева».

## Виступи за збірну
1 травня 1963 року дебютував в офіційних матчах у складі національної збірної Болгарії в товариській грі проти Чехословаччини (2:1).
У складі збірної був учасником чемпіонату світу 1970 року у Мексиці, де зіграв дві гри — проти Перу (2:3) та Марокко (1:1), а його збірна не подолала груповий етап. Після «мундіалю» за збірну більше не грав, провівши у її складі загалом 22 матчі.

## Титули і досягнення
- Чемпіон Болгарії (1):

«Ботев» (Пловдив): 1966–67
- Володар Кубка Болгарії (1):

«Ботев» (Пловдив): 1961–62